# ONCE (wielerploeg)
ONCE (ook wel als O.N.C.E. geschreven) is een voormalige Spaanse wielerploeg. De ploeg kwam in 1989 in het peloton, met als sponsor de Spaanse loterij Organización Nacional de Ciegos de España een goede doelenloterij voor blinden en slechtzienden en in de loop der jaren diverse cosponsoren. Onder aanvoering van kopmannen Laurent Jalabert en Alex Zülle groeide ONCE midden jaren negentig uit tot een van de beste teams uit het peloton.

## Geschiedenis
Boegbeeld van de ploeg was de excentrieke ploegleider Manolo Saiz, die vooral opviel als hij tijdens tijdritten zijn renners van start tot finish vanuit zijn ploegleiderswagen vooruit schreeuwde. Saiz had een voorkeur voor tijdrijders, die het liefst ook nog redelijk konden klimmen. Het leverde zijn ploeg veel successen op, met renners als Melchor Mauri, Abraham Olano, Joseba Beloki, David Etxebarria en een jonge Carlos Sastre. Oudgediende Marino Lejarreta sloot zijn carrière af bij ONCE, Joaquím Rodríguez begon er zijn loopbaan. Ook Erik Breukink en Johan Bruyneel reden voor de ploeg. Vrijwel alle Spaanse etappekoersen zijn in de vijftien seizoenen dat ONCE actief was weleens door de ploeg gewonnen, waaronder viermaal de Ronde van Spanje. Vooral dankzij Jalabert kon de ploeg ook bij enkele grote eendagskoersen aan de champagne.
Toen in 2003 de sponsor besloot te stoppen leek een einde te komen aan Saiz' carrière als ploegleider. Hij vond echter alsnog een sponsor in het Amerikaanse Liberty Mutual en zette de ploeg in 2004 voort als Liberty Seguros. De ploeg kwam in 2006 in opspraak door het dopingschandaal rondom sportarts Eufemiano Fuentes. Eind 2006 werd de licentie van het team ingetrokken. Een aantal rijders en staf ging over naar de Astana ploeg.

## Trivia
De kleur van het tenue was voornamelijk geel.
In de Tour de France reed het team echter met roze shirts en een enkele keer ook in zwarte outfits aangezien de gele kleur makkelijk verward kon worden met de gele leiderstrui.

## Belangrijkste overwinningen
1989
- Eindklassement Vuelta Ciclista a la Communidad Valenciana (Pello Ruiz Cabestany)
- 5e etappe deel b Vuelta Ciclista a la Communidad Valenciana (Pello Ruiz Cabestany)

1990
- 3e etappe Giro d'Italia (ITA), Vesuvio (Eduardo Chozas Olmo)

- 4e etappe Ruta del Sol (Eduardo Chozas Olmo)
- 6e etappe Ruta del Sol (Kenneth Weltz)
- Eindklassement Ruta del Sol (Eduardo Chozas Olmo)
- Eindklassement Ronde van Burgos (Marino Lejarreta)

1991
- Eindklassement Tirreno-Adriatico (Pedro Luis Diaz Zabala)
- Eindklassement Vuelta Ciclista a la Communidad Valenciana (Melchor Mauri)
- EindKlassement Ronde van Murcia (José Luis Villanueva Orihuela)
- 4e etappe deel a Ronde van Murcia (Eduardo Chozas Olmo)
- 3e etappe Ronde van Romandie (Stephen Hodge)
- 3e etappe Ruta del Sol (Melchor Mauri)
- 6e etappe Ruta del Sol (Melchor Mauri)
- 1e etappe Ruta del Sol (José Luis Villanueva Orihuela)

1992
- Coppa Placci (Johan Bruyneel)
- GP des Nations (Johan Bruyneel)
- 5e etappe Ronde van Burgos Alex Zülle
- Eindklassement Ronde van Burgos Alex Zülle
- Eindklassement Vuelta Ciclista a la Communidad Valenciana (Melchor Mauri)
- 5e etappe deel b Vuelta Ciclista a la Communidad Valenciana (Melchor Mauri)
- Eindklassement Catalaanse Week Alex Zülle
- Eindklassement Ruta del Sol (Miguel Angel Martinez Torres)
- 2e etappe Ronde van Catalonië (Laurent Jalabert)
- 5e etappe deel a Ronde van Catalonië (Laurent Jalabert)
- 7e etappe Ronde van Catalonië (Laurent Jalabert)
- 4e etappe Ronde van Catalonië (Alex Zülle)

1993
- Eindklassement Parijs-Nice (Alex Zülle)
- 1e etappe Parijs-Nice (Alex Zülle)
- 8e etappe deel b Parijs-Nice (Alex Zülle)
- 8e etappe deel a Parijs-Nice (Laurent Jalabert)
- 5e etappe Dauphiné Libéré (Laurent Dufaux)
- Eindklassement Dauphiné Libéré (Laurent Dufaux)
- Eindklassement Ronde van Nederland (Erik Breukink)
- 3e etappe deel b Ronde van Nederland (Erik Breukink)
- Eindklassement Critérium International (Erik Breukink)
- 3e etappe Critérium International (Erik Breukink)
- Eindklassement Vuelta Ciclista a la Rioja (Laurent Jalabert)
- 2e etappe Vuelta Ciclista a la Rioja (Laurent Jalabert)
- 3e etappe Vuelta Ciclista a la Rioja (Laurent Jalabert)
- 1e etappe Vuelta Ciclista a la Rioja (Kiko García)
- Eindklassement Vuelta Ciclista Asturias (Erik Breukink)
- Nationaal Kampioenschap, Op de weg, Elite, Nederland (Erik Breukink)
- 6e etappe Vuelta a España Alex Zülle
- 21e etappe Vuelta a España Alex Zülle
- Proloog Vuelta a España Alex Zülle
- 6e etappe Vuelta Ciclista a la Communidad Valenciana (Laurent Jalabert)
- 2e etappe Vuelta Ciclista a la Communidad Valenciana (Erik Breukink)
- 3e etappe Ronde van Catalonië (Laurent Jalabert)
- 4e etappe Ronde van Catalonië (Laurent Jalabert)

1994
- Eindklassement Dauphiné Libéré (FRA) (Laurent Dufaux)
- 5e etappe Ronde van Catalonië (ESP), Lleida (Laurent Jalabert)
- 1e etappe Ronde van Catalonië (ESP) (Alex Zülle)
- Eindklassement Vuelta Ciclista a la Comunidad de Madrid (ESP) (David Plaza)
- Classique des Alpes (FRA) (Oliviero Rincón Quintana)
- Nationaal Kampioenschap, Op de weg, Elite, Australië (AUS) (Neil Stephens)

1995
- Milano - San Remo (ITA) - Laurent Jalabert
- Waalse Pijl (BEL), Huy (Laurent Jalabert)
- 2e etappe Parijs-Nice (FRA), Roanne (Laurent Jalabert)
- Eindklassement Parijs-Nice (FRA) (Laurent Jalabert)
- Ronde van het Baskenland (ESP), Arboleda Alex Zülle
- Eindklassement Ronde van het Baskenland (ESP) Alex Zülle
- Eindklassement Ronde van Catalonië (ESP) (Laurent Jalabert)
- 1e etappe Ronde van Catalonië (ESP), Monestir de Monserrat (Laurent Jalabert)
- 7e etappe Ronde van Catalonië (ESP), Olot (Laurent Jalabert)
- 6e etappe Ronde van Catalonië (ESP), Cavas Sequra Viudas (Melchor Mauri)
- Eindklassement Vuelta Ciclista a la Communidad Valenciana (ESP) (Alex Zülle)
- 2e etappe deel b Vuelta Ciclista a la Communidad Valenciana (ESP), Benidorm (Alex Zülle)
- 2e etappe deel a Vuelta Ciclista a la Communidad Valenciana (ESP), Benidorm (Laurent Jalabert)
- Eindklassement Critérium International (FRA), Lavaur (Laurent Jalabert)
- 1e etappe Critérium International (FRA), Albi (Laurent Jalabert)
- 2e etappe Critérium International (FRA), Pic de Nore (Laurent Jalabert)
- 1e etappe Geelong Bay Classic Series (AUS), Frankston (Neil Stephens)
- 3e etappe Geelong Bay Classic Series (AUS), Port Arlington (Neil Stephens)
- 4e etappe Geelong Bay Classic Series (AUS), Lorne (Neil Stephens)
- Eindklassement Geelong Bay Classic Series (AUS) (Neil Stephens)
- Nationaal Kampioenschap, Op de weg, Ind. tijdrit, Elite, Nederland (NED) (Erik Breukink)
- 16e etappe Vuelta a España (ESP), La Plagne Alex Zülle
- Klasika Primavera (ESP) - Laurent Jalabert
- Nationaal Kampioenschap, Op de weg, Ind. tijdrit, Elite, Spanje (ESP) (Melchor Mauri)
- Eindklassement Vuelta Ciclista a la Comunidad de Madrid (ESP) (José Luis Rebollo Aguado)
- 1e etappe Ronde van Zwitserland (SUI), Bellinzona (Alex Zülle)
- 6e etappe Ronde van Zwitserland (SUI), Schwagalp (Alex Zülle)

1996
- 15e etappe Vuelta a España (ESP), La Demanda Alex Zülle
- Eindklassement Vuelta a España (ESP) Alex Zülle
- 3e etappe Parijs-Nice (FRA), Chavignac, (Laurent Jalabert)
- 4e etappe Parijs-Nice (FRA), Millau (Laurent Jalabert)
- Eindklassement Parijs-Nice (FRA) (Laurent Jalabert)
- Proloog Tour de France Alex Zülle
- Classique des Alpes (FRA) (Laurent Jalabert)
- 2e etappe GP du Midi-Libre (FRA), Mazamet (Laurent Jalabert)
- 5e etappe GP du Midi-Libre (FRA), Sète (Laurent Jalabert)
- Eindklassement GP du Midi-Libre (FRA) (Laurent Jalabert)
- 1e etappe Catalaanse Week (ESP) Alex Zülle
- 2e etappe Catalaanse Week (ESP) Alex Zülle
- Eindklassement Catalaanse Week (ESP) Alex Zülle
- Eindklassement Ronde van Murcia (ESP) (Melchor Mauri)
- 5e etappe Ronde van Murcia (ESP), Murcia (Melchor Mauri)
- Eindklassement Route du Sud (FRA) (Laurent Jalabert)
- Eindklassement Vuelta Ciclista a la Communidad Valenciana (ESP) (Laurent Jalabert)
- 1e etappe Vuelta Ciclista a la Communidad Valenciana (ESP), Calpe (Laurent Jalabert)
- 5e etappe deel b Vuelta Ciclista a la Communidad Valenciana (ESP), Valencia (Melchor Mauri)
- 1e etappe Ronde van het Baskenland (ESP), Lasarte-Oria (Laurent Jalabert)
- 5e etappe deel a Ronde van het Baskenland (ESP), Orio (Neil Stephens)
- 4e etappe Geelong Bay Classic Series (AUS), Lorne (Patrick Jonker)
- 4e etappe Ronde van Catalonië (ESP), Superbagnères (Patrick Jonker)
- Eindklassement Vuelta Ciclista a Aragón (ESP) (Melchor Mauri)
- Eindklassement Vuelta Ciclista a la Rioja (ESP) (Jose-Roberto Sierra Aguerro)
- Eindklassement Ruta del Sol (ESP) (Neil Stephens)
- Eindklassement Ronde van Catalonië (ESP) (Alex Zülle)
- Proloog Ronde van Catalonië (ESP) (Alex Zülle)
- 3e etappe Ronde van Catalonië Alex Zülle
- 6e etappe Ronde van Catalonië Alex Zülle
- Wereldkampioenschap, Op de weg, Ind. tijdrit, Elite, Lugano Alex Zülle

1997
- Eindklassement Vuelta a España (ESP) Alex Zülle
- 21e etappe Vuelta a España (ESP), Alcobendas Alex Zülle
- Wereldkampioenschap, Op de weg, Ind. tijdrit, Elite, San Sebastian (Laurent Jalabert)
- Eindklassement Ronde van het Baskenland (ESP) (Alex Zülle)
- 5e etappe deel b Ronde van het Baskenland (ESP), Gain-Salinas (Alex Zülle)
- 2e etappe Ronde van het Baskenland (ESP), Viana (Laurent Jalabert)
- 4e etappe Ronde van het Baskenland (ESP), Garape (Laurent Jalabert)
- Giro di Lombardia (ITA), Bergamo (Laurent Jalabert)
- 6e etappe Parijs-Nice (FRA), Sisteron (Laurent Jalabert)
- Eindklassement Parijs-Nice (FRA) (Laurent Jalabert)
- 1e etappe Parijs-Nice (FRA), Paris (Laurent Jalabert)
- Waalse Pijl (BEL), Huy (Laurent Jalabert)
- Eindklassement Critérium International (FRA), Castres (Marcelino Garcia Alonso)
- 2e etappe Critérium International (FRA), Pic de Nore (Marcelino Garcia Alonso)
- 3e etappe Critérium International (FRA), Castres (Aitor Garmendia)
- Milano - Torino (ITA) (Laurent Jalabert)
- Eindklassement Volta a Galicia (ESP) (Aitor Garmendia)
- Eindklassement Volta ao Alentejo (POR) (Aitor Garmendia)
- Eindklassement Ronde van Galicië (ESP) (Aitor Garmendia)
- 3e etappe deel b Ronde van Galicië (ESP), Orense (Aitor Garmendia)
- Eindklassement Vuelta Ciclista a Aragón (ESP) (Aitor Garmendia)
- 4e etappe deel b Vuelta Ciclista a Aragón (ESP), Monzón (Aitor Garmendia)
- 6e etappe Ronde van Zwitserland (SUI), Bosco Gurin (David Etxebarria)
- 1e etappe Vuelta Castilla y Leon (ESP), Valladolid (Laurent Jalabert)
- 2e etappe Ronde van Burgos (ESP), Lagunas de Neila (Laurent Jalabert)
- Eindklassement Ronde van Burgos (ESP) (Laurent Jalabert)
- Eindklassement Ronde van de Sarthe (FRA) (Melchor Mauri)
- 4e etappe Ronde van de Sarthe (FRA) (Melchor Mauri)
- Klasika Primavera (ESP) (Mikel Zarrabeitia)

1998
- Eindklassement Ronde van het Baskenland (ESP) (Íñigo Cuesta)
- 3e etappe Ruta del Sol (ESP), Lucena (Marcelino Garcia Alonso)
- Eindklassement Ruta del Sol (ESP) (Marcelino Garcia Alonso)
- 6e etappe Vuelta Ciclista Asturias (ESP), Oviedo (Laurent Jalabert)
- Eindklassement Vuelta Ciclista Asturias (ESP) (Laurent Jalabert)
- 1e etappe Vuelta Ciclista Asturias (ESP), Gijon (Laurent Jalabert)
- Eindklassement Ronde van de Sarthe (FRA) (Melchor Mauri)
- 4e etappe Ronde van de Sarthe (FRA), Allonnes (Melchor Mauri)
- Nationaal Kampioenschap, Op de weg, Elite, Frankrijk (FRA), Charade (Laurent Jalabert)
- 3e etappe Ronde van Zwitserland (SUI), Varese (Laurent Jalabert)
- 8e etappe Ronde van Zwitserland (SUI), Ittigen (Laurent Jalabert)
- Proloog Ronde van Zwitserland (SUI), Biel (Laurent Jalabert)
- Classique des Alpes (FRA) (Laurent Jalabert)
- 3e etappe Euskal Bizikleta (ESP), Bergara (Laurent Jalabert)
- 4e etappe deel a Euskal Bizikleta (ESP), Abadino (Laurent Jalabert)
- Tour du Haut-Var (FRA), Draguignan (Laurent Jalabert)
- 1e etappe Ronde van het Baskenland (ESP), Hondarribia (Laurent Jalabert)
- 5e etappe deel b Ronde van het Baskenland (ESP), Hernani (Laurent Jalabert)

1999
- 1e etappe Ronde van het Baskenland (ESP), Tolosa (Laurent Jalabert)
- Eindklassement Ronde van het Baskenland (ESP) (Laurent Jalabert)
- 5e etappe deel b Ronde van het Baskenland (ESP), Alto de Aia (Laurent Jalabert)
- 2e etappe Ronde van Burgos (ESP), Medina de Pomar (Miguel Ángel Martín Perdiguero)
- Eindklassement Ronde van Burgos (ESP) (Abraham Olano)
- 1e etappe Ronde van Burgos (ESP), Aranda de Duero (Abraham Olano)
- 5e etappe Volta a Galicia (ESP), Alto de Monte Aloia (Marcos Serrano)
- Eindklassement Volta a Galicia (ESP) (Marcos Serrano)
- Eindklassement Euskal Bizikleta (ESP) (David Etxebarria)
- 4e etappe deel b Euskal Bizikleta (ESP), Abadino (Abraham Olano)
- Eindklassement Catalaanse Week (ESP) (Laurent Jalabert)
- 5e etappe deel b Catalaanse Week (ESP), Montjuic (Barcelona) (Laurent Jalabert)
- 2e etappe Ronde van Romandie (SUI), Moléson-sur-Gruyères (Laurent Jalabert)
- Eindklassement Ronde van Romandie (SUI) - Laurent Jalabert
- 3e etappe deel b Ronde van Romandie (SUI), Moudon (Laurent Jalabert)
- Proloog Ronde van Romandie (SUI), Bernex (Laurent Jalabert)
- Nationaal Kampioenschap, Op de weg, Ind. tijdrit, Elite, Spanje (ESP) (Santos González)
- 12e etappe Tour de France (David Etxebarria)
- 16e etappe Tour de France (David Etxebarria)
- Proloog Ronde van Zwitserland (Laurent Jalabert)

2000
- Eindklassement Ronde van de Sarthe (FRA) (David Cañada)
- 4e etappe Ronde van de Sarthe (FRA), Durtal (David Cañada)
- 1e etappe Ronde van Catalonië (ESP), Vilaseca (PLOEGENTIJDRIT)
- 4e etappe Ronde van Murcia (ESP), Aledo (David Cañada)
- Eindklassement Ronde van Murcia (ESP) (David Cañada)
- 5e etappe Ronde van Murcia (ESP), Murcia (David Cañada)
- 6e etappe Dauphiné Libéré (FRA), Briançon (Íñigo Cuesta)
- 7e etappe Dauphiné Libéré (FRA), Sallanches (Laurent Jalabert)
- 2e etappe Euskal Bizikleta (ESP), Laguardia (David Etxebarria)
- 3e etappe Ronde van Galicië (ESP), Fonsagrada (David Etxebarria)
- 1e etappe Vuelta Castilla y Leon (ESP), Valladolid (Santos González)
- Nationaal Kampioenschap, Op de weg, Ind. tijdrit, Elite, Spanje (ESP) (José Iván Gutiérrez)
- 5e etappe Tour Méditerranéen (FRA), Toulon Mont Faron (Laurent Jalabert)
- Eindklassement Tour Méditerranéen (FRA) (Laurent Jalabert)
- 4e etappe Ronde van het Baskenland (ESP), Santesteban (Laurent Jalabert)
- Eindklassement Critérium International (FRA), Pau (Abraham Olano)
- Eindklassement Tirreno-Adriatico (ITA) (Abraham Olano)
- 5e etappe Tirreno-Adriatico (ITA), Piceno (Abraham Olano)
- 3e etappe Tirreno-Adriatico (ITA), Santuario dell Addolorata (Laurent Jalabert)
- Eindklassement Vuelta Ciclista a la Communidad Valenciana (ESP) (Abraham Olano)
- 5e etappe deel b Vuelta Ciclista a la Communidad Valenciana (ESP), Valencia (Abraham Olano)
- 3e etappe Ruta del Sol (ESP), Jaen (Miguel Ángel Peña)
- Eindklassement Ruta del Sol (ESP) (Miguel Ángel Peña)

2001
- Nationaal Kampioenschap, Op de weg, Ind. tijdrit, Elite, Portugal (POR) (José Azevedo)
- Eindklassement Ronde van Catalonië (ESP) (Joseba Beloki)
- 4e etappe Ronde van Catalonië (ESP), Barcelona (Joseba Beloki)
- 1e etappe Ronde van Catalonië (ESP), Sabadell (PLOEGENTIJDRIT)
- 8e etappe Ronde van Catalonië (ESP), Alt de la Rabassa (Joseba Beloki)
- 1e etappe Ronde van Catalonië (ESP), Sabadell (Rafael Diaz Justo)
- Nationaal Kampioenschap, Op de weg, Ind. tijdrit, Elite, Spanje (ESP), Leon (Santos González)
- Eindklassement GP Mosqueteiros - Rota do Marquês (Igor González de Galdeano)
- 4e etappe GP Mosqueteiros - Rota do Marquês (Igor González de Galdeano)
- Eindklassement GP CTT Correios de Portugal (POR) (José Iván Gutiérrez)
- Nationaal Kampioenschap, Op de weg, Elite, Spanje (ESP), Leon (José Iván Gutiérrez)
- 3e etappe Clásica Alcobendas (ESP), Alcobendas (Jan Hruška)
- Eindklassement Clásica Alcobendas (ESP) (Abraham Olano)
- Vuelta Castilla y Leon (ESP) (Marcos Serrano)

2002
- Eindklassement Deutschland Tour (GER) (Igor González de Galdeano)
- Eindklassement Euskal Bizikleta (ESP) (Mikel Zarrabeitia)
- 4e etappe deel b Euskal Bizikleta (ESP), Mendaro (Mikel Zarrabeitia)
- 5e etappe Euskal Bizikleta (ESP), Arrate (Joseba Beloki)
- 3e etappe Ronde van Burgos (ESP), Aranda de Duero (Ploegentijdrit)
- Nationaal Kampioenschap, Op de weg, Ind. tijdrit, Elite, Spanje (ESP), Salamanca (Igor González de Galdeano)
- 4e etappe Tour de France (FRA), Château-Thierry (Abraham Olano)

2003
- Eindklassement Clásica Alcobendas (ESP) (Joseba Beloki)
- 3e etappe Clásica Alcobendas (ESP), Alcobendas (Joseba Beloki)
- 6e etappe Parijs-Nice (FRA), Cannes (Joaquím Rodríguez)
- 7e etappe Ronde van Catalonië (ESP), Barcelona (La Pedrera) (Ángel Vicioso)
- Puntenklassement Ronde van Catalonië (ESP) (Ángel Vicioso)

## Topklasseringen grote rondes

### Giro d'Italia
1990
7e: Marino Lejarreta
1991
5e: Marino Lejarreta
10e: Eduardo Chozas
1995
5e: Oliverio Rincón
1999
4e: Laurent Jalabert
2002
2e: Abraham Olano
5e: José Azevedo

### Tour de France
1990
5e: Marino Lejarreta
6e: Eduardo Chozas
1993
7e: Johan Bruyneel
1994
8e: Alex Zülle
1995
2e: Alex Zülle
4e: Laurent Jalabert
6e: Melchor Mauri
1999
6e: Abraham Olano
10e: Andrea Peron
2001
3e: Joseba Beloki
5e: Igor González de Galdeano
9e: Marcos Serrano
2002
2e: Joseba Beloki
5e: Igor González de Galdeano
6e: José Azevedo

### Vuelta a España
1990
3e: Anselmo Fuerte
4e: Pello Ruiz Cabestany
1991
 Melchor Mauri
3e: Marino Lejarreta
1993
2e: Alex Zülle
7e: Erik Breukink
9e: Johan Bruyneel
1994
4e: Alex Zülle
5e: Oliverio Rincón
1995
 Laurent Jalabert
3e: Johan Bruyneel
4e: Melchor Mauri
1996
Alex Zülle
1997
Alex Zülle
7e: Laurent Jalabert
1998
5e: Laurent Jalabert
2000
4e: Santos González
8e: Carlos Sastre
2002
3e: Joseba Beloki
2003
2e: Isidro Nozal
4e: Igor González de Galdeano
Spaanse wielerploeg ONCE: 1989–2003
Aldanondo ·
Chozas ·
H. Díaz ·
P. L. Díaz ·
Franco · 
J. Hernández ·
S. Hernández ·
Martín ·
Muñoz ·
Ovando ·
Prieto ·
Ruiz ·
Villanueva · 
Weltz
Aldanondo ·
Chozas ·
H. Díaz ·
P. L. Díaz ·
Díaz de Otazu ·
Franco · 
Fuerte ·
Hernández · 
Hodge ·
Jusdado ·
Lejarreta ·
Martínez ·
Mauri ·
Muñoz ·
Pedersen ·
Prieto ·
Ruiz ·
Villanueva · 
J. Weltz ·
K. Weltz
Ahedo ·
Aldanondo ·
Chozas ·
H. Díaz ·
P. L. Díaz ·
Díaz de Otazu ·
Fuerte ·
Hernández · 
Hodge ·
Jusdado ·
Lejarreta ·
Llaneras ·
Martínez ·
Mauri ·
Pedersen ·
Villanueva · 
J. Weltz ·
K. Weltz ·
Zülle
Ahedo ·
Aiarzagüena ·
Aldanondo ·
Bruyneel ·
H. Díaz ·
P. L. Díaz ·
Díaz de Otazu ·
Fuerte ·
Hodge ·
Jalabert · 
Lejarreta ·
Llaneras ·
Louviot ·
Martínez ·
Mauri ·
Stephens ·
Villanueva · 
J. Weltz ·
K. Weltz ·
Zülle ·
García (stagiair)
Ahedo ·
Aiarzagüena ·
Aldanondo ·
Breukink ·
Bruyneel ·
H. Díaz ·
P. L. Díaz ·
Díaz de Otazu ·
Dufaux ·
F. J. García ·
M. García ·
Hodge ·
Jalabert · 
Leanizbarrutia ·
Llaneras ·
Louviot ·
Martínez ·
Romero ·
Stephens ·
Weltz ·
Zülle
Ahedo ·
Aiarzagüena ·
Aldanondo ·
Breukink ·
Bruyneel ·
H. Díaz ·
Díaz de Otazu ·
R. Díaz ·
Dufaux ·
Etxebarria ·
F. J. García ·
M. García ·
Hernández ·
Jalabert · 
Leanizbarrutia ·
Llaneras ·
Martínez ·
Rincón ·
Rojas ·
Romero ·
Sierra ·
Stephens ·
Zülle ·
Izkara (stagiair)
Barrigón ·
Breukink ·
Bruyneel ·
H. Díaz ·
P. Díaz ·
R. Díaz ·
Díaz de Otazu ·
Etxebarria ·
F. J. García ·
M. García ·
Hernández ·
Jalabert · 
Jonker ·
Leanizbarrutia ·
Llaneras ·
Mauri ·
Pérez ·
Rincón ·
Rojas ·
Sierra ·
Stephens ·
Zülle ·
Cañada (stagiair) ·
Otxoa (stagiair) ·
Rebollo (stagiair) ·
Vicioso (stagiair) 
Barrigón ·
Cañada ·
Cuesta ·
H. Díaz ·
R. Díaz ·
Díaz de Otazu ·
Etxebarria ·
F. J. García ·
M. García ·
Garmendia ·
Jalabert · 
Jonker ·
Leanizbarrutia ·
Mauri ·
Morras ·
Otxoa ·
Pérez ·
Rincón ·
Rojas ·
Sierra ·
Stephens ·
Zarrabeitia ·
Zülle  
Barrigón ·
Cañada ·
Cuesta ·
H. Díaz ·
R. Díaz ·
Díaz de Otazu ·
Etxebarria ·
F. J. García ·
M. García ·
Garmendia ·
Jalabert   · 
Leanizbarrutia ·
Mauleón ·
Mauri ·
Morras ·
Otxoa ·
Pérez ·
Sastre ·
Sierra ·
Zarrabeitia ·
Zülle   ·
Arreitunandia (stagiair) 
Barrigón ·
Bruyneel (tot 31/08) ·
Cañada ·
Cuesta ·
H. Díaz ·
R. Díaz ·
Díaz de Otazu ·
Etxebarria ·
F. J. García ·
M. García ·
Jalabert   · 
Leanizbarrutia ·
Mauleón ·
Mauri ·
Morras ·
Otxoa ·
Pérez ·
Sastre ·
Sierra ·
Zarrabeitia
Cañada ·
Cuesta ·
Díaz ·
Etxebarria ·
García ·
González ·
Jalabert · 
Lejarreta ·
Luttenberger ·
Martín ·
Morras ·
Nozal ·
Olano   ·
Pérez ·
Peron ·
Rebollo ·
Sastre ·
Serrano ·
Sierra ·
Zarrabeitia ·
Gutiérrez (stagiair) 
Cañada ·
Cuesta ·
Díaz ·
Etxebarria ·
Florencio ·
García ·
González ·
Gutiérrez ·
L. Jalabert · 
N. Jalabert ·
Lejarreta ·
Luttenberger ·
Nozal ·
Olano ·
Peña ·
Sastre ·
Serrano ·
Zarrabeitia ·
Rodríguez (stagiair) 
Andrle ·
Arroyo ·
Azevedo ·
G. Beloki ·
J. Beloki ·
Díaz ·
Florencio ·
García ·
González ·
Á. González de Galdeano ·
I. González de Galdeano ·
Gutiérrez ·
Hruška · 
Jaksche ·
Lejarreta ·
Nozal ·
Olano ·
Parra ·
Peña ·
Pradera ·
Rodríguez ·
Sastre ·
Serrano ·
Zarrabeitia
Andrle ·
Arroyo ·
Azevedo ·
G. Beloki ·
J. Beloki ·
Caruso ·
Castresana ·
Díaz ·
Florencio ·
Á. González de Galdeano ·
I. González de Galdeano ·
Gonzalez ·
Hruška · 
Jaksche ·
Nozal ·
Olano ·
Parra ·
Pradera ·
Rodríguez ·
Serrano ·
Zarrabeitia ·
Contador (stagiair)
Andrle ·
Arroyo ·
Azevedo ·
G. Beloki ·
J. Beloki ·
Caruso ·
Castresana ·
Contador ·
Davis ·
Díaz ·
Florencio ·
Gil ·
Á. González de Galdeano ·
I. González de Galdeano ·
Gonzalez ·
Hruška · 
Jaksche ·
Nozal ·
Pradera ·
Rodríguez ·
Serrano ·
Vicioso ·
Zarrabeitia ·
Grau (stagiair) ·
Sánchez (stagiair)